# Wilhelm Baumann
Wilhelm Baumann (Berlim, 12 de agosto de 1912 - 14 de março de 1990) foi um handebolista de campo alemão, campeão olímpico.
Fez parte do elenco campeão olímpico de handebol de campo nas Olimpíadas de Berlim de 1936.